# Wibke Kuhn
Wibke Kuhn (geboren 1972) ist eine deutsche Übersetzerin, die vor allem Krimis und Thriller aus dem Schwedischen und Englischen übersetzt. Zu ihren Übersetzungen zählen zahlreiche Bestseller, darunter etwa die Romane der Millennium-Trilogie des schwedischen Journalisten und Autors Stieg Larsson, der Roman Der Hundertjährige, der aus dem Fenster stieg und verschwand von Jonas Jonasson sowie die Victoria-Bergmann-Trilogie des Autorenduos Erik Axl Sund.

## Übersetzungen (Auswahl)
- Stieg Larsson: Verblendung. (Original: Män som hatar kvinnor.) Heyne, München 2006, ISBN 3-453-01181-3.
- Stieg Larsson: Verdammnis. (Original: Flickan som lekte med elden.) Heyne, München 2007, ISBN 978-3-453-01360-5.
- Stieg Larsson: Vergebung. (Original: Luftslottet som sprängdes.) Heyne, München 2008, ISBN 978-3-453-01380-3.
- Nick Brownlee: Mord in Mombasa. (Original: Bait) Verlag Knaur TB, München 2009, ISBN 978-3-426-50326-3.
- Jonas Jonasson: Der Hundertjährige, der aus dem Fenster stieg und verschwand.  (Original: Hundraåringen som klev ut genom fönstret och försvann) Carl’s Books, München 2011, ISBN 978-3-570-58501-6.
- Jonas Jonasson: Die Analphabetin, die rechnen konnte.  (Original: Analfabeten som kunde räkna) Carl’s Books, München 2013, ISBN 978-3-570-58512-2.
- Erik Axl Sund: Krähenmädchen  (Original: Kråkflickan (Victoria Bergmans svaghet, #1)) Goldmann-Verlag 2014, ISBN 978-3-442-48117-0.
- Erik Axl Sund: Narbenkind  (Original: Hungerelden (Victoria Bergmans svaghet, #2)) Goldmann-Verlag 2014, ISBN 978-3-442-48118-7.
- Erik Axl Sund: Schattenschrei  (Original: Pythians anvisningar: ["mord och psykoterapi"] (Victoria Bergmans svaghet, #3)) Goldmann-Verlag 2014, ISBN 978-3-442-48119-4.
- Peter Stjernström: Das beste Buch der Welt. (Original: Världens bästa bok.) Dumont Buchverlag, 2014, ISBN 978-3-8321-9757-5.
- Leif G. W. Persson: Der glückliche Lügner.  (Original: Den sanna historien om Pinocchios näsa) btb, München 2015, ISBN 978-3-442-75468-7.

| Personendaten    | Personendaten         |
| ---------------- | --------------------- |
| NAME             | Kuhn, Wibke           |
| KURZBESCHREIBUNG | deutsche Übersetzerin |
| GEBURTSDATUM     | 1972                  |